# 泗水駅
泗水駅（しすいえき）は、かつて熊本県菊池郡泗水町（現・菊池市泗水町）にあった熊本電気鉄道菊池線の駅（廃駅）である。

## 歴史
- 1955年（昭和30年）3月10日 - 隈府駅（後の菊池駅）寄りにあった富駅を廃止・移転して泗水駅として開業。
- 1977年（昭和52年）4月1日 - 貨物取り扱い廃止。
- 1986年（昭和61年）2月16日 - 御代志 - 菊池間の廃線に伴い廃駅となる。

## 駅構造
泗水町の中心駅で、ホーム3面4線（1面は貨物ホーム）の地上駅。廃止時まで有人駅で以前は木造の駅舎が利用されていたが、末期にはショッピングセンターの施設と駅直結の建物併用していた。
広い構内と側線を持ち、廃止されるまでは当駅折り返しの列車も設定され、車両の留置や夜間停泊も行われていた。また、貨物ホームもあり、全盛期には貨車が留置されていた。
廃止後にはモハ102とモハ121、モハ201が留置されていたが状態は良くなかった。

## 駅周辺
- 道の駅泗水
  - 孔子公園
- 泗水総合支所
- 泗水郵便局
- 菊池市立泗水幼稚園
- 菊池市立泗水小学校
- 菊池市立泗水中学校
- 菊池市立泗水図書館
- 岸病院
  - 当駅から菊池市中心部方向にある電鉄バス「富」バス停付近に富駅（1955年（昭和30年）3月10日廃止）があった。

## 廃止後の状況
- 2021年10月現在

泗水駅舎（待合所）は、以前スーパーマーケット「黒潮市場泗水店」の入居していた建物の屋上駐車場スロープ下の空間に存在・駅名付の改札口は現存していた（画像）が、2022年2月現在（元・駅舎を含む）施設を取り壊しが完了。跡地にはディスカウント ドラッグコスモス泗水店が建てられた。
泗水駅構内は、泗水町立（現・菊池市立）「孔子公園」となっている。（1998年8月、道の駅泗水内の施設になる。）（画像）
孔子公園開設後（ホーム跡に）「モハ102」と「モハ203」は、売店と厨房として使用されていたが撤去され現在は同公園内のステージ広場になっている。

## 隣の駅
熊本電気鉄道
菊池線（廃止区間）
高江駅 - 泗水駅 - 富の原駅